# Oreocereus leucotrichus
Oreocereus leucotrichus ist eine Pflanzenart aus der Gattung Oreocereus in der Familie der Kakteengewächse (Cactaceae). Das Artepitheton leucotrichus stammt aus dem Griechischen, bedeutet ‚weißhaarig‘ und verweist auf die weißen Haare, die die Art bedecken. Spanische Trivialnamen sind „Chastudo“ und „Viejito“.

## Beschreibung
Oreocereus leucotrichus wächst strauchig mit zahlreichen von der Basis verzweigten, aufwärts gebogenen Trieben und bildet dichte Gruppen. Die säulenförmigen Triebe sind 1 bis 2 Meter lang und weisen Durchmesser von 6 bis 12 Zentimeter auf. Es sind 10 bis 15 flache und seicht quergefurchte Rippen vorhanden. Die darauf befindlichen Areolen sind mit zahlreichen, weißen bis schwarzen, 5 bis 10 Zentimeter langen Haaren bedeckt. Die aus den Areolen entspringenden Dornen sind kräftig, gelblich bis kastanienbraun oder orange und vergrauen im Alter nicht. Die ein bis vier Mitteldornen sind leicht gebogen und 5 bis 8 Zentimeter lang. Die fünf bis zehn Randdornen werden bis 1,5 Zentimeter lang.
Die karminroten Blüten erscheinen in der Nähe der Triebspitzen. Sie sind 8 bis 10 Zentimeter lang. Die kugelförmigen bis etwas verlängerten Früchte sind rötlich gelb bis gelblich grün und weisen Durchmesser von 4 bis 6 Zentimeter auf.

## Verbreitung, Systematik und Gefährdung

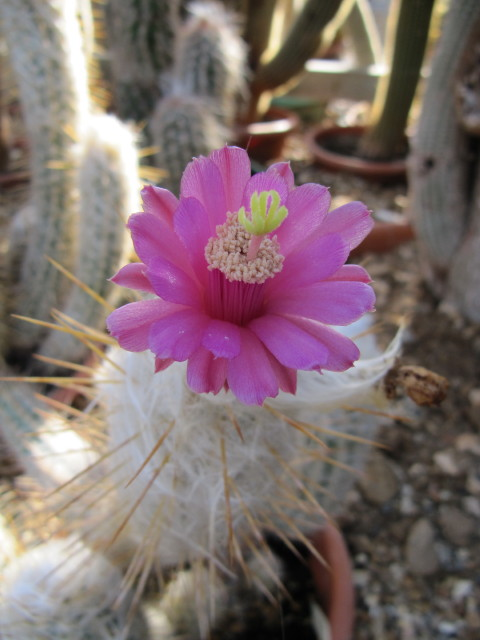
Blüte

Oreocereus leucotrichus ist in den peruanischen Regionen Ayacucho und Arequipa sowie im Norden Chiles in Höhenlagen von 2000 bis 3500 Metern verbreitet.
Die Erstbeschreibung als Echinocactus leucotrichus erfolgte 1891 durch Rudolph Amandus Philippi. Rodolfo Wagenknecht stellte sie 1956 in die Gattung Oreocereus. Nomenklatorische Synonyme sind Arequipa leucotricha (Phil.) Britton & Rose (1922), Borzicactus leucotrichus (Phil.) Kimnach (1960) und Echinopsis leucotricha (Phil.) Anceschi & Magli (2013).
In der Roten Liste gefährdeter Arten der IUCN wird die Art als „Least Concern (LC)“, d. h. als nicht gefährdet geführt.

## Nachweise